# Közéleti Kávéház (Szeged)
A Közéleti Kávéház egy Szegeden működő kulturális rendezvény- és előadássorozat, amely a városban éppen zajló, és a lakosokat érdeklő kérdések és témák köré csoportosulva meghívott szakértők segítségével villant fel egy-egy eseményt vagy bemutat egy-egy a köz számára fontosnak tartott problémát.

## A Közéleti Kávéházról
A TIT szervezésében jött létre 1984-ben Szegedi Irodalmi Kávéház néven. 1985-ben Hekáné Szondi Ildikó lett a vezetője szerkesztőként majd főszerkesztőként ennek a kulturális rendezvénysorozatnak, aki 1989-ben életre hívta a Szegedi Közéleti Kávéházi Esték Alapítványt, hogy az előadások és programok fenntartásának a nyugodt körülményeit maradéktalanul lehessen megvalósítani. Az alapítvány kuratóriumának az elnöke Szalay István matematikus, Szeged egykori polgármestere.

## Nevezetes helyszínek
- Royal Hotel – Szeged
- JATE Klub
- Virág cukrászda
- Novotel Hotel
- Forrás Szálló
- Somogyi Könyvtár
- Szegedi Tudományegyetem (SZTE) Állam- és Jogtodományi Kar
- SZTE Gyógyszerésztudományi Kar
- SZTE Eötvös Loránd Kollégium

## Nevezetes előadók
- Tőkés László
- Gregor József
- Varnus Xavér
- Hidasi Judit